# اندیس آنومالی کروکان
آنومالی کروکان یک اندیس چندفلزی است که در حوالی شهر کهک استان مرکزی قرار دارد و مادهٔ معدنی موجود در آن، طلا است.سنگ میزبان این اندیس توف، ماسه‌سنگ، شیل، سنگ‌آهک، آندزیت، کنگلومرا، مارن، تونالیت و دایکهای متوسط تا بازیک. است  در این اندیس، پاراژنز‌های منیتیت، اپیدوت، میمتیت، پیرومورفیت. یافت می‌شوند.